# Portia crassipalpis
Portia crassipalpis là một loài nhện trong họ Salticidae.
Loài này thuộc chi Portia. Portia crassipalpis được Elizabeth Maria Gifford Peckham & George William Peckham miêu tả năm 1907.